# Feng-Hao-Stätte
Bei der Feng-Hao-Stätte (chinesisch 豐鎬遺址 / 丰镐遗址, Pinyin Fēng Hào Yízhǐ, englisch Feng and Hao Sites / Fenghao Site / Feng-Hao Sites) handelt es sich um die Ruinen zweier Hauptstädte aus der Zeit der Westlichen Zhou-Dynastie – Fengjing 丰京 und Haojing 镐京 – in Chang’an, Xi’an in der chinesischen Provinz Shaanxi.
Die Stadt Fengyi wurde von König Wen erbaut, sie befindet sich westlich des Flusses Feng He (沣河) im Kreis Anyang, Provinz Shaanxi. 
Die Stadt Haojing wurde von König Wu erbaut, sie befindet sich östlich des Feng He, am nördlichen Rand der (Landsenke) Kunmingchi 昆明池 (Kūnmíng Chí 昆明池) der Han-Zeit. 
Bei archäologischen Untersuchungen und Ausgrabungen fand man auf dem Gebiet von Feng und Hao Palastruinen, Fundamente von Räumen, Vorratshöhlen, Handwerksrelikte, Grabstätten und Wagengräber (车马坑,  chēmǎkēng).
Die Stätte ist für die Erforschung der Gesellschaft der Zeit der Westlichen Zhou-Dynastie von großer Bedeutung.
Die Feng-Hao-Stätte steht seit 1961 auf der Liste der Denkmäler der Volksrepublik China (1-143).